# エチオピア航空702便ハイジャック事件
エチオピア航空702便ハイジャック事件 (エチオピアこうくう702びんハイジャックじけん、 Ethiopian Airlines Flight 702)アムハラ語 የኢትዮጵያ አየር መንገድ በረራ ቁጥር 702 የጠለፋ ክስተትとは、2014年2月17日にボレ国際空港からローマ・フィウミチーノ空港経由でミラノ・マルペンサ国際空港まで飛行する予定であったエチオピア航空のボーイング767-300ERがアディスアベバからローマに向かう途中で、非武装の副操縦士によってハイジャックされた事件である。
同機はジュネーヴ・コアントラン国際空港に着陸した。乗客・乗員202名全員は無事だった。

## 事件
エチオピア航空702便は、2014年2月17日午前0時30分 (EAT: UTC+3) に、エチオピア、アディスアベバのボレ国際空港から出発した。飛行機のトランスポンダは、スーダン上空を北へ飛行している際に、ハイジャックを表す国際コードである7500を発した。機長がトイレに行くため、コックピットを出たときに、副操縦士がコックピットのドアをロックし、飛行を継続させた。フライトは、ミラノのマルペンサ国際空港に到着する前に、午前4時40分 (CET: UTC+1) にイタリア、ローマのフィウミチーノ空港に寄る予定だった。しかし、飛行機は、スイスのジュネーヴまで飛び、副操縦士は自分自身が政治亡命をすることを試み、彼をエチオピアに引き渡さないという保証が得られるまで、ジュネーヴ・コアントラン国際空港の航空交通管制と交信しながら、数分間旋回した。
午前6時2分 (CET: UTC+1) 、エンジンが1機フレームアウトし、燃料の残量があと10分ほどになった時点で、飛行機はジュネーヴ・コアントラン国際空港に着陸した。飛行機をハイジャックした副操縦士は、コックピットの窓から外へロープを投げて降り、彼が自身をハイジャック犯だと認めたところで警察に連行された。空港は、ただちに閉鎖された。乗客・乗員に負傷者はいなかった。
この便は、それぞれの国の領空を飛行する間、イタリア空軍のユーロファイター タイフーンやフランス空軍のミラージュの戦闘機にエスコートされた。スイス空軍は、事件が通常業務時間（08:00-12:00、13:30-17:00）外に起こったため、応じなかった。スイス空軍の代表者によると、「空軍基地は夜間や週末には閉鎖されているため、スイスは介入することができない。経費と配置の問題だ」と述べた。スイスは、正常勤務時間外の領空の警備は、周辺諸国に頼っている。フランス空軍は、スイス領空での危険な飛行をエスコートするための許可を得ていたが、スイス上空で飛行機を撃墜する権限はない。

## ハイジャッカー
702便のハイジャッカーは、同便に乗務する31歳の副操縦士だった。飛行機の着陸後、彼はコックピットの窓から外へロープを投げて飛行機を脱出した。彼は、スイス当局に逮捕された。スイス政府当局は、Tegegnに20年以内の実刑判決が下される可能性のある容疑を課せられることを発表した。